# Dan Air
Die Dan Air S.R.L. (ehemals Just Us Air SRL) ist eine rumänische Charterfluggesellschaft mit Sitz in Bukarest und Basis auf dem Flughafen Craiova.

## Geschichte
Just Us Air wurde 2017 als private rumänische Fluggesellschaft durch Dan Iuhas gegründet und bekam im April 2018 das Air Operator Certificate durch die rumänischen Luftfahrtbehörde erteilt. Die Fluggesellschaft startete mit einem Airbus A319-100, ein weiterer Airbus A321-200 aus den Beständen der Monarch Airlines wurde kurz darauf übernommen.
Im März 2019 wurde die Flotte durch einen Airbus A320-200 ergänzt.
Im November 2021 benannte sich die Fluggesellschaft in Dan Air nach den Namen ihres Besitzers Dan Iuhas um.
Ab 2023 wurde ein Flugplan für Linienflüge entworfen. Einen Monat vor Beginn der Linienflüge standen Spanien und Deutschland im Fokus. Zu diesem Zeitpunkt sollte ein Flugzeug vom Typ A320 für die Linienflüge eingesetzt werden, während die A319 und eine A320 weiterhin im Wet-Lease für Air Serbia flogen und eine A320 im Wet-Lease für Jazeera. Die vierte mittlerweile zur Flotte zählende Maschine befand sich in Wartung.

## Dienstleistungen
Dan Air bot bis 2023 ihre Flugzeuge in erster Linie im Ad-hoc-Charter und Wet-Lease für andere Fluggesellschaften an. Damals flog sie beispielsweise für Jazeera Airways, Air Moldova und in der Sommersaison mit einem Airbus A321 vom Flughafen Düsseldorf für TUIfly.

## Flugziele
Die Gesellschaft bedient Ziele in verschiedenen europäischen Ländern, hauptsächlich von ihren rumänischen Drehkreuzen aus.
In Deutschland verbindet das Unternehmen Berlin, Frankfurt, Memmingen und Niederrhein mit Bukarest, vom Flughafen Niederrhein aus werden zusätzlich Flüge nach Girona angeboten.
Frankfurt, sowie auch die Flughäfen in Bukarest und Stockholm, werden ab Mitte Juni 2025 durch Direktflüge mit Damaskus, Syrien, verbunden. Damit ist Dan Air die einzige Fluggesellschaft, die direkte Linienflüge zwischen der Europäischen Union und Syrien anbietet. Auch von Berlin aus starteten Flüge nach Syrien, die allerdings aufgrund geringer Auslastung nach nur zwei Wochen wieder eingestellt wurden.

## Flotte

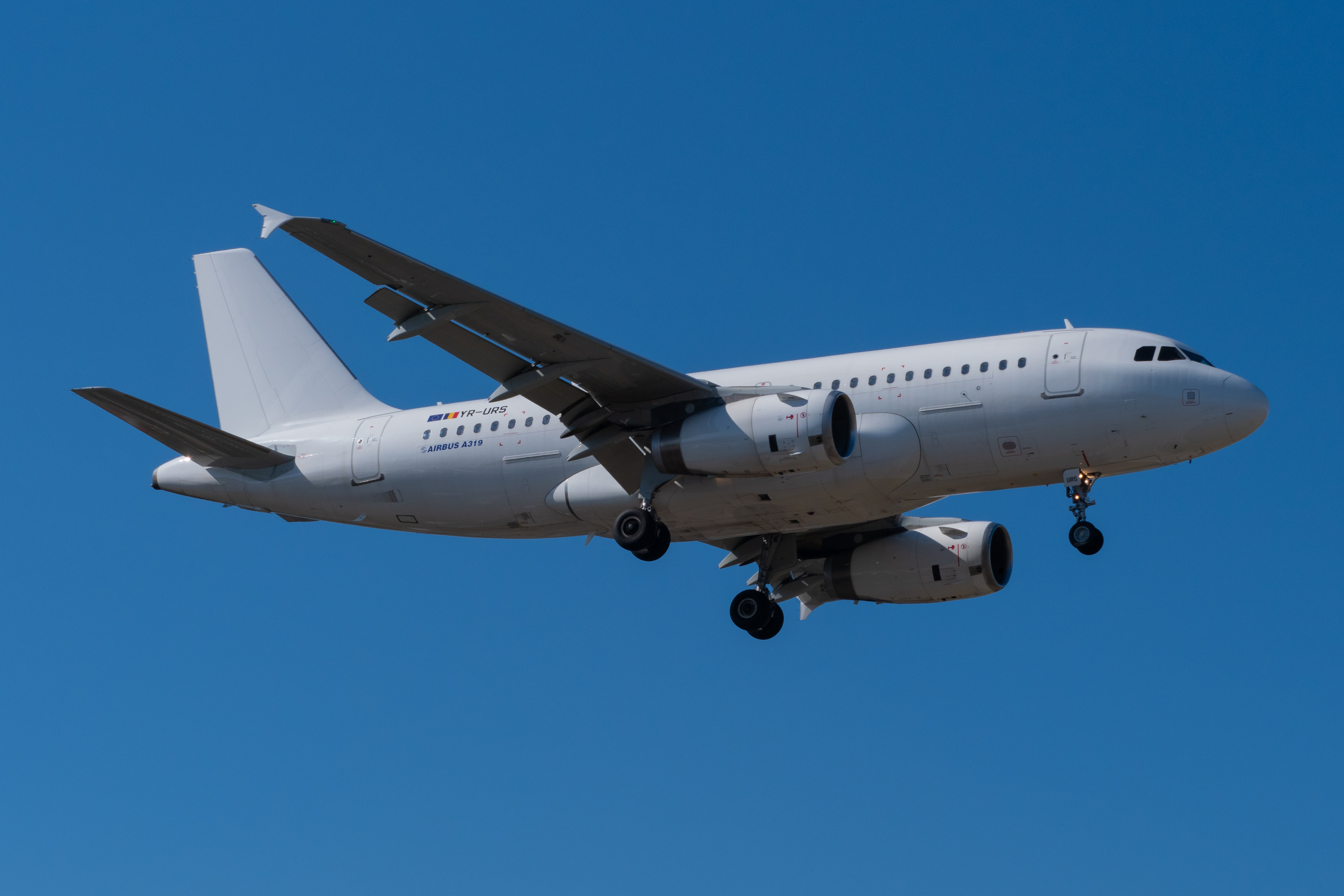
Airbus A319-100 der Just Us Air im Landeanflug auf den Flughafen Genf, September 2018

### Aktuelle Flotte
Mit Stand April 2025 bestand die Flotte von Dan Air aus vier Flugzeugen mit einem Durchschnittsalter von 17,2 Jahren:
| Flugzeugtyp     | Anzahl | bestellt | Anmerkungen   | Sitzplätze (Business/Eco) | Durchschnittsalter |
| --------------- | ------ | -------- | ------------- | ------------------------- | ------------------ |
| Airbus A319-100 | 1      |          |               | 144 (-/144)               | 16,7 Jahre         |
| Airbus A320-200 | 3      |          | einer inaktiv | 180 (-/180) 168 (12/156)  | 17,4 Jahre         |
| Gesamt          | 4      | -        |               |                           | 17,2 Jahre         |

### Ehemalige Flugzeugtypen
- Airbus A321-200